# Abutilothamnus
Abutilothamnus é um género botânico pertencente à família Malvaceae.
A autoridade científica do género é Ulbr., tendo sido publicado em Notizblatt des Königlichen botanischen Gartens und Museums zu Berlin 6: 316. 1915.
Espécies nativas da Venezuela.

## Espécies
- Abutilothamnus grewiifolius Ulbr. sin. de Bastardiopsis grewiifolia (Ulbr.) Fuertes & Fryxell
- Abutilothamnus yaracuyensis Fryxell. Venezuela